# Quetzalcoatl

Quetzalcoatl, zeul vântului și al înțelepciunii

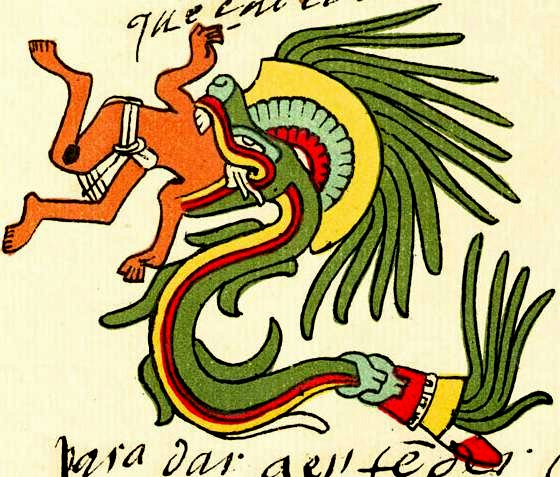
Zeul Quetzalcoatl devorând un om drept sacrificiu.

Quetzalcoatl (/ˌkɛtsəlkoʊˈætəl/); Quetzalcóatl pronunție în spaniolă [ketsalˈkoatl]; Classical Nahuatl⁠(d) Quetzalcōātl [ket͡salˈkoːʷaːt͡ɬ]] (pronunție modernă nahuatlAscultăⓘ), în formă onorifică: Quetzalcōātʷaːt͡ɬ]|}} (pronunție Nahuatl modernă) Șarpele]]") este o zeitate în cultura aztecă și literatura. Printre azteci, el era înrudit cu vânt, Venus, Soare, negustori, arte, meșteșuguri, cunoștințe și învățare. El a fost, de asemenea, zeul patron al preoției aztece. A fost unul dintre zeii importanți din panteonul aztec, împreună cu zeii Tlaloc, Tezcatlipoca și Huitzilopochtli. Ceilalți doi zei reprezentați de planeta Venus sunt Tlaloc (aliat și zeul ploii) și Xolotl (psychopomp și geamănul său).

### Atribute
Semnificația adevărată și atributele lui Quetzalcoatl variază de la o civilizație la alta. De obicei el este asociat cu "steaua dimineții", în timp ce fratele său geamăn, Xolotl, este personificarea "stelei amurgului". În realitate steaua dimineții este aceeași cu cea a înserării, fiind însăși planeta Venus, dar aztecii credeau că sunt două astre diferite. În calitatea de zeu al luminii matinale, Quetzalcoatl a primit titlul de "Tlahuizcalpantecuhtli", ceea ce înseamnă "stăpânul stelei zorilor". Quetzalcoatl este cunoscut ca inventatorul cărților și al calendarului, ca cel care a dat oamenilor prețiosul porumb, dar și ca un simbol al morții și al învierii. El era și stăpânul preoților azteci, iar numele lui era folosit drept titlu pentru marele preot.
Majoritatea credințelor religioase ale mezoamericanilor includ mitul succesiunii ciclice a lumilor. De aceea ei credeau ca actuala lume în care trăim este a cincea din câte au existat, cea dinaintea ei fiind distrusă de potop și flăcări. Quetzalcoatl este zeul creator al lumii noastre, pe care a făurit-o din oasele ființelor anterioare, luate din lumea morților, Mictlan. El a fost ajutat de zeița Cihuacoatl și și-a sacrificat propriul sânge pentru a lipi între ele oasele. 

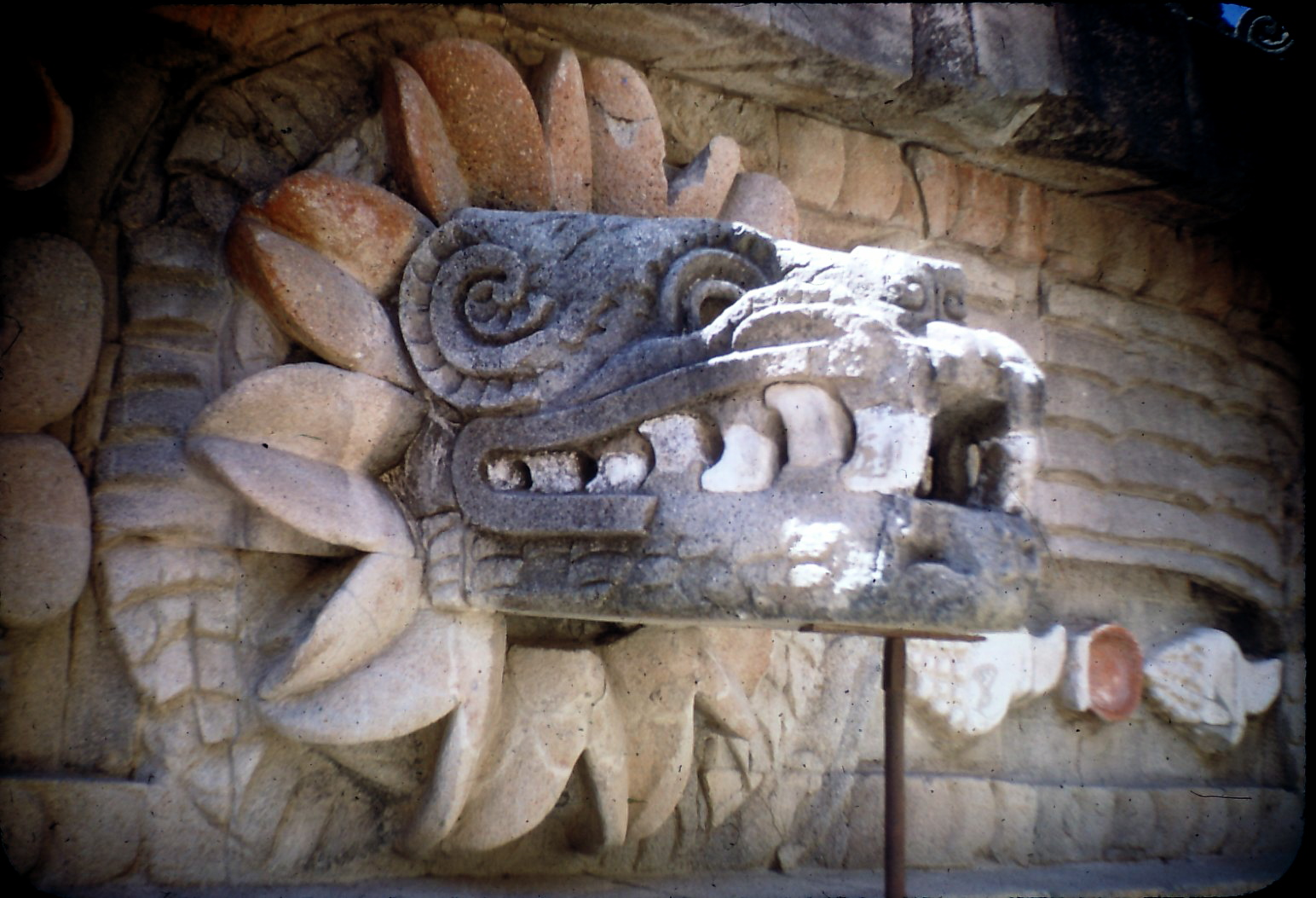
Templul lui Quetzalcoatl

Nașterea lui Quetzalcoatl și a fratelui său Xolotl a fost una neobișnuită. Cei doi au fost aduși pe lume de zeița virgină Coatlicue. O altă legendă susține că zeul a avut doi părinți: mama lui a fost Xochiquetzal, iar tatăl, Mixcoatl.
O poveste aztecă ne spune că Quetzalcoatl a fost odată ispitit de zeul tentației, Tezcatlipoca, să întrețină o relație intimă cu o preoteasă virgină. Din cauza remușcării, el s-a sinucis dându-și foc, iar inima lui a devenit steaua dimineții, Tlahuizcalpantecuhtli.

### Cultul lui Quetzalcoatl
Venerarea zeului Quetzalcoatl includea uneori sacrificarea unor animale, cultul lui opunându-se sacrificiului uman.